# Samoš
Samoš (cyr. Самош) – wieś w Serbii, w Wojwodinie, w okręgu południowobanackim, w gminie Kovačica. W 2011 roku liczyła 1004 mieszkańców.